# Estádio José Rico Pérez
Estádio José Rico Pérez é um estádio multi-usos localizado na cidade de Alicante, Espanha. O estádio tem capacidade para 29.500 pessoas e é, atualmente, casa do Hércules C.F. O estádio foi uma das sedes do Mundial de 1982.
Durante o Mundial de 1982, três partidas do Grupo C (Argentina-Hungria, Argentina-El Salvador e Polônia-França) foram jogados no Estádio José Rico Pérez.